# Метафора
Мета́фора (грец. μεταφορά) — перенесення, яке полягає у перенесенні ознак одного предмета чи явища на інший на основі їхньої схожості. Наприклад: "Стіни стоять замріяно..."
Вона не може бути «скореним» порівнянням, тому посідає синтаксичне місце, призначене для предиката («факіл неба цвіте глечиками хмар» — Василь Голобородько). Це перехід інтуїтивного осяяння у сферу раціональних понять. 
У сумній холодниці палати,

Де недуг і страждань каламуть,

А надій і жадань — ані цяти...

У вікні — Забинтовані рамою хмари.

Тінь далеких дерев на стіні,

Мов у безвість споряджені мари.— Володимир Ящук
Сконцентровуючи та узгоджуючи у своєму потужному семантичному полі найвіддаленіші чи найнесумісніші асоціації, метафора постає суцільним нечленованим тропом, який може розгортатися у внутрішній сюжет, несприйнятний з погляду раціоналістичних концепцій. Метафора тут подібна до загадки, але з тією відмінністю, що не підлягає декодуванню, вимагаючи визнання за собою нової реальності, побудованої за естетичними принципами.
Дискусійною проблемою є пояснення механізму метафори, який розглядається в різних
Метафора виконує декілька різних функцій, залежно від яких вона може розглядатись як стилістичний прийом, як спосіб образного вираження змісту, як спосіб пізнання та номінації нових понять та як спосіб мислення.
До функцій метафор належить комунікативна – функція спілкування, когнітивна – функція пізнання, естетична – відчуття краси. Окрім того, науковці, серед яких В.К.Харченко, виділяє номінативну (функція називання), текстотвірну (утворення тексту), емоційно-оцінну, жанроутворювальну тощо.

## Різновиди метафори
Серед метафор розрізняють стерті (мертві), індивідуально-авторські, персоніфіковані, образні.
Стерті – це ті, що вийшли з активного вживання: немов пересунув пішака з однієї клітки на іншу.
Індивідуально-авторські – це ті, що притаманні конкретному автору та висвітлюють його індивідуальний стиль, самобутність, оригінальність: у її голосі відчувався дзвін грошей.
Образні – це ті, що містять у собі конкретні форму і зміст, емоційно наповнені: час летить.
Персоніфіковані – це ті, що уособлюють собою певний суб’єкт/об’єкт, створюють ефект олюднення: лисичка говорить.

## Засоби утворення метафор
Метафори утворюються формою (круглий стіл), функцією (двірник у машині), місцезнаходженням (хвіст потягу), кольором (жовта преса).